# Minimální inhibiční koncentrace

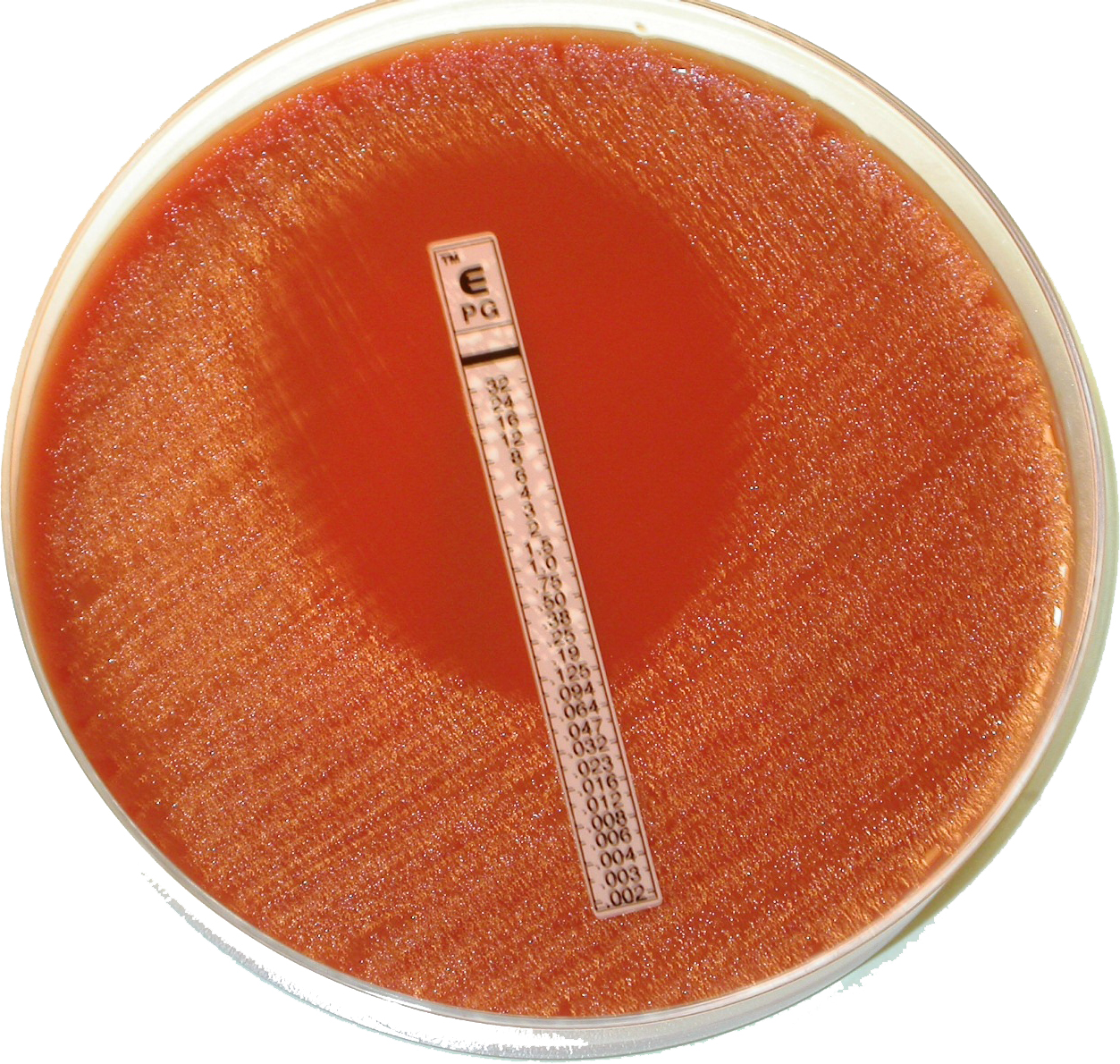
Minimální inhibiční koncentrace

Minimální inhibiční koncentrace (MIC) je v mikrobiologii nejnižší koncentrace antimikrobiální chemické látky, které inhibuje viditelný růst mikroorganismu po inkubaci přes noc. MIC je důležitým ukazatelem z hlediska rezistence mikroorganismů na antimikrobiální látky a umožňuje také sledovat aktivitu nových látek. MIC se obecně považuje za nejzákladnější míru účinku antimikrobiálního činidla proti organismu.

## Určení
MIC lze určit metodami ředění agaru nebo bujónu obvykle podle pravidel referenční organizace, například CLSI, BSAC nebo EUCAST. Existuje několik komerčních metod, včetně zavedených testovacích proužků (Etest) a nedávno uvedené metody Oxoid MICEvaluator.
Systém Etest zahrnuje předdefinovaný a plynulý koncentrační gradient různých antimikrobiálních činidel, který když se aplikuje na naočkované destičky agaru a ponechá v inkubaci, vytváří elipsy mikrobiální inhibice . MIC se odměří tam, kde elipsa protíná proužek - hodnotu lze z proužku snadno odečíst. 

## Klinický význam
Klinicky se MIC nepoužívá jen k určení dávky antibiotika, které by měl pacient dostat, ale také vhodného typu antibiotika, s cílem snížit příležitost pro vznik antibiotické rezistence na určitou látku.